# Puertomingalvo
Puertomingalvo – gmina w Hiszpanii, w prowincji Teruel, w Aragonii, o powierzchni 103,62 km². W 2011 roku gmina liczyła 144 mieszkańców.